# Chika Arakawa
Chika Arakawa (荒川 ちか, Arakawa Chika), née le 29 juillet 1999 dans la préfecture de kanagawa, est une idol, mannequin et actrice japonaise,.Elle est affiliée avec Very Berry Production.